# لوزینه

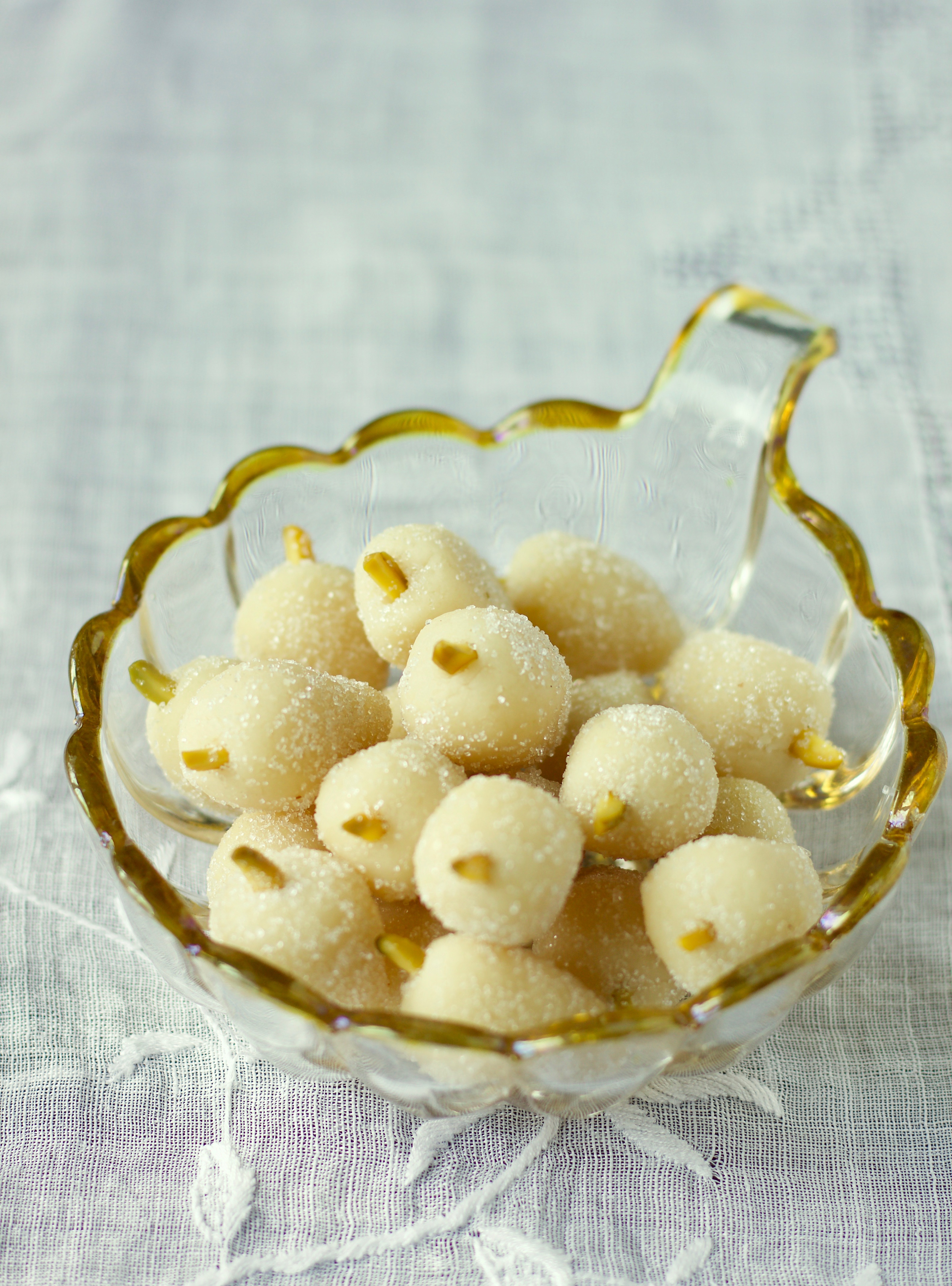
لوزینه

لوزینه یک نوع شیرینی بر پایهٔ بادام است. این شیرینی که به‌عنوان «غذای پادشاهان» و «قاضی‌القضات همهٔ شیرینی‌ها» توصیف شده است، در قرن سیزدهم میلادی از طریق تأثیرات اندلسی، بازگشت صلیبیون و ترجمه‌های لاتین کتاب‌های آشپزی از فرهنگ خاورمیانه به خوراک‌های قرون وسطی در اروپا راه یافت.

## تاریخچه
اشارات زیادی به قنادی در ادبیات عربی وجود دارد. این شیرینی در آثار شاعر قرن دهم المأمونی و ابن سحنون که به‌عنوان یک قاضی به یکی از شاگردانش توصیه می‌کند که پاداش ساعت‌ها مطالعهٔ حقوق، امکان کسب ثروتی است که به خوردن لوزینهٔ پر شده با پسته منجر شود، ذکر شده است.
دو نوع از این خوراک در متون قرون وسطایی شناخته شده‌اند:
1. لوزینهٔ مغرق یا «لوزینهٔ غرق‌شده»، که برخی از پژوهشگران این خوراک را نسخهٔ اولیهٔ باقلوا می‌دانند (هرچند چارلز پری نوشته است که «خیلی شبیه باقلوا نبود»). این خوراک با پر کردن خمیر نازک با مخلوطی از بادام آسیاب‌شده (و گاهی دیگر مغزها مانند پسته یا گردو)، گلاب و گاهی طعم‌دهنده‌های لوکس مانند مصطکی، عنبر یا مشک تهیه می‌شد.
2. لوزینهٔ یابس که با بادام آسیاب‌شده که در عسل یا شکر جوشانده شده تا به حالت تافی برسد، تهیه می‌شد. نسخهٔ خام‌تر که به خمیر بادام شباهت داشت، با ترکیب بادام با شکر و طعم‌دهنده‌هایی مانند کافور، مشک و گلاب تهیه می‌شد. این شیرینی به شکل حیوانات یا اشکال دیگر قالب‌گیری یا به مربع و مثلث بریده می‌شد.

## طرز تهیه
یکی از دستورهای تاریخی قرن دهم میلادی نحوهٔ تهیهٔ لوزینه را با مخلوط کردن شکر آسیاب‌شده و بادام با گلاب و پیچیدن آن در خمیر نازک، مشابه خمیر سمبوسه، اما نازک‌تر توصیف می‌کند. ابن رومی خمیر را به بال‌های ملخ تشبیه کرده است. شیرینی تمام‌شده در شربت اینورت معطر به گلاب غرق و با پستهٔ خردشده تزئین می‌شد.